# Récession du début des années 1980 aux États-Unis
Pour un article plus général, voir Récession du début des années 1980.
La récession du début des années 1980 aux États-Unis est une récession qui a eu lieu au début des années 1980 aux États-Unis, principalement en 1981 et 1982, mais aussi connue au même moment par d'autres pays, en particulier l'Allemagne, après le "choc Volcker" déclenché par le président de la banque centrale des États-Unis Paul Volcker pour casser l'inflation générée par le second choc pétrolier de la fin 1979, mais aussi en Angleterre, où la production industrielle a chuté en 1982 de 10 %. Ce moment important de l'histoire économique américaine qui a commencé en juillet 1981 et s'est achevée en novembre 1982, a été la plus grande récession depuis celle des années 1930, provoquée un demi-siècle plus tôt par le Krach de 1929. Il a contribué aux débuts du contre-choc pétrolier.

## Histoire

### Second choc pétrolier de fin 1979 et ripose monétaire musclée
Le second choc pétrolier se produit à la fin 1979, déclenchant pour le contenir le "choc Volcker" du nom du président de la banque centrale des États-Unis Paul Volcker nommé quelques mois avant. Le taux des fed funds passa de 11 % à la fin de 1979 à près de 18 % au printemps 1980 puis il resta élevé pendant un an environ, pour culminer à 20 % en juin 1981.

### Les assouplissement monétaires américains de l'été 1981, du printemps 1982 et de l'hiver qui suit
Un premier assouplissement monétaire fut apporté pendant l'été 1981 face à la « dureté de la récession », puis à la mi-1982 face à la crise financière des pays latino-américains.
Ces deux assouplissements monétaires provoquent deux fortes baisses du dollar par rapport au mark allemand, qui est alors recherché au détriment des autres monnaies du système monétaire européen, provoquant des turbulences dans cet ensemble, lui aussi fragilisé par le second choc pétrolier. L'Allemagne, en récession aussi après une politique monétaire qui s'est fortement durcie en 1981, connait une reprise économique au cours de l'hiver 1982-1983, favorisée par la diminution des taux d'intérêt de l'année  1982 puis le bond de ses exportations aux États-Unis, où la croissance accélère dès mars.

#### L'assouplissement monétaire américain de l'été 1981
La BDF doit ainsi tirer régulièrement sur une ligne de crédit internationale improvisée à hauteur de 4 milliards de dollars et l'approche du 15 août 1981, alors qu'un « vent de folie » s'est « emparé du dollar pour lui faire franchir la barre psychologique des 6 francs français », de nombreux "gourous" du marché des changes « s'attendent, en dépit des démentis officiels, à une nouvelle remise en ordre des parités monétaires » en Europe, même si l'Allemagne jugerait absurde une dévaluation du franc et n'a aucune intention de réévaluer sa monnaie. 
Observant que les taux d'intérêt à court terme entament « une prudente détente aux États-Unis » et que le dollar américain serait donc surévalué, les spéculateurs ne jurent plus que par le mark contre toutes les monnaies, mais selon Le Monde du 15 août 1981, Paris et Bonn expriment « une certaine réticence » à l'idée de mesures internes au SME, que ce soit l'élargissement de la marge de fluctuation permise ou la sortie pure et simple du franc, « opportunité que la France a déjà saisie à deux reprises à l'époque du Serpent monétaire européen ». Au cours du même été 1981, les mêmes spéculateurs observent que selon les statistiques de la Banque mondiale « les avoirs extérieurs des pays à excédent de capitaux représentent plus de 300 milliards de dollars », et que « l'ensemble des eurodollars en circulation dépasse les 800 milliards de dollars », donnant à ces sommes « un pouvoir spéculatif évident », alors que les réserves de change françaises ne sont évaluées qu'à quelque 330 milliards de francs fin juillet.

#### L'assouplissement monétaire américain du printemps 1982
Dès le 26 avril, le dollar accuse une baisse sensible, après l'annonce pour le mois de mars de la première baisse (-0,3 %) de l'indice des prix de détail depuis 1965, confirmant le « ralentissement de l'inflation constaté depuis plusieurs mois » tandis qu'un « contraction de la masse monétaire, laisse présager » un assouplissement de la politique restrictive de la Fed. Le gouverneur de la Banque du Japon Haruo Mayekawa souligne que c'est désormais la spéculation sur « l'évolution des taux d'intérêt » qui commande l'évolution du marché des changes après que Paul Volcker a déclaré qu'il changerait de politique monétaire en poussant à la baisse des taux si la récession actuelle « tournait à la dépression ». La Banque de France doit alors début mai intervenir pour « empêcher que l'écart ne se creuse encore au sein du SME entre le franc et le mark ».

#### L'assouplissement monétaire américain de la fin 1982
Alors qu'au cours du seul mois d'octobre 1982, les commandes à l'industrie américaine ont baissé de 3,9 %, au plus bas depuis plus de deux ans et le dollar ne profite même pas des très fortes réductions du taux d'escompte allemand. 
Le 2 décembre 1982, sur fond d'aggravation du chômage en Allemagne, à son plus haut niveau depuis 1954 et pour la première fois au dessus de 2 millions de sans-emploi, les milieux officiels prévoyant même 2,5 millions et la production industrielle plongeant à 5,6 % sous de son niveau d'il y a un an, la Banque centrale allemande réduit son taux d'escompte pour la sixième fois depuis 1982, et d'un point entier comme la fois précédente le 21 octobre. 
Malgré cela, une baisse accélérée du dollar surprend par « sa soudaineté et son ampleur, près de 7 % en trois semaines » et permet aux Européens d'abaisser leur taux d'intérêt sans risque de hausse du dollar qui rendrait plus chère l'importation de pétrole, notamment pour l'industrie allemande très consommatrice d'énergie. Cette baisse au profit du mark créé cependant de vives tensions dans le Système monétaire européen, et la Banque de France (BDF) doit défendre la parité du franc et du franc belge vis-à-vis du mark, tombé au plancher du SME le 2 décembre 1982, quand le dollar revient à 2,44 marks et 6,91 francs pour la première fois depuis août 1982. Le journaliste Jean Boissonnat estime alors que si elle veut en 1982-1983 demeurer dans le Système monétaire européen, la France doit alors faire davantage converger sa politique avec celle de ses partenaires.

#### Les spéculations du premier trimestre sur la politique monétaire
Malgré la récession qui comprime les importations, les Américains connaissent des problèmes structurels d'offre industrielle, avec un déficit du commerce extérieur qui s'est creusé à 42,7 milliards de dollars en 1982 et les prévisionnistes le voient en 1983 à 75 milliards. La récession en Europe et les taux d'intérêt réels élevé ont affaibli l'industrie.
Mais en décembre 1982, les commandes industrielles ont augmenté de 4,8 %, meilleur gain mensuel depuis deux ans et demi, une bonne surprise due « pour l'essentiel aux équipements militaires », avec en particulier des dépenses de construction qui ont augmenté de 4,5 %. En janvier, c'est l'automobile qui saute dans le train qui redémarre et restocke massivement: la production dépasse de 40 % à celle de janvier 1982.
Craignant de « perdre toute crédibilité en décevant de nouveau les Américains » comme tout au long de l'année 1982, mais aussi de freiner la poursuite de la détente monétaire espérée, les conseillers de Reagan ne prévoient encore qu'un rebond de 1,4 % en 1983, moins que les autres prévisionnistes, après la chute du PIB de 1982 (-1,8 %), « la plus forte depuis 1936 ». Puis le 3 mars 1983, le baromètre des indicateurs avancés de janvier affiche sa plus forte hausse en 33 ans, et la cinquième consécutive, sur fond de baisse des prix du pétrole et alors que les stocks industriels sont exceptionnellement bas, ce qui amène à relever prévisions de croissance pour 1983 et permet, à Wall Street, au Dow Jones de battre son record, après une récession de dix-huit mois, la plus longue et la plus profonde depuis la guerre mondiale . Les taux d'intérêt américains apparaissant alors « anormalement élevés par rapport à une inflation » attendue à 5 % ou moins en 1983, ce qui relance la spéculation sur la baisse du dollar, d'autant que le mark est lui pkus recherché que jamais: le même jour en RFA, en pleine campagne électorale, on a appris que la production industrielle a bondi de 4 % en janvier 1983, grâce « au réveil du marché intérieur, où on a noté un vif accroissement des commandes en novembre, décembre 1982 et janvier 1983 », dopées par les surplus du « programme de subventions gouvernementales aux investissements, qui se terminait à la fin de 1982 ».
Alors que le déficit budgétaire 1983 est évalué à 208 milliards de dollars, la Fed fait savoir en début d'année qu'on « ne doit pas compter sur elle » pour abaisser davantage les taux d'intérêt, afin de pousser la Maison Blanche et le Congrès à le réduire , mais la surprise sera créé par l'office budgétaire du Congrès, qui va prévoir à plusieurs reprises un déficit moindre que ce qu'a estimé l'équipe Ronald Reagan alors qu'il est d'habitude plus pessimiste que la Maison Blanche, en se basant une reprise plus forte et des taux d'intérêt plus bas. Dès février il prévoit ainsi un déficit « inférieur de 22 milliards de dollars » au chiffre de la Maison Blanche. La reprise américaine plus forte que prévu alimente ainsi la spéculation sur la baisse des taux d'intérêt de la Fed et ainsi sur le dollar, d'autant que le vif mouvement de restockage qu'elle implique met fortement à contribution l'industrie lourde allemande, mouvement qui se répéter au début de l'année 1994.
Egalement début 1983, l'échec de la conférence de l'OPEP à Genève provoque une nouvelle baisse du prix du pétrole à un cours voisin de 30 dollars le baril (contre 34 dollar pour l'Arabian Light saoudien) et des spéculations sur un effondrement à 25 voire 20 dollars permettant de diminuer automatiquement l'inflation et les anticipations de politique monétaire, alors que la hausse antérieure avait été « considérée au contraire comme une cause d'inflation ». Le Monde du 1er février 1983 souligne que l'OPEP ne fournit plus qu'environ 18 millions de barils par jour à un marché mondial évalué à 45 millions de barils, alors qu'en 1979 sa contribution était de 31 millions de barils par jour. Entre-temps, le second choc pétrolier a encouragé les progrès de l'extraction dans les pays non membres, comme le Mexique et l'Angleterre, déjà incités par le premier choc pétrolier, et dont l'apport a fait rebaisser les cours. L'Arabie Saoudite ayant dû accepter une « chute de moitié en l'espace de deux ans » de son quota de production, Le Monde évoque une « éventuelle guerre des prix sur le marché du pétrole » et se demande si la reprise américaine sera d'une « ampleur suffisante pour donner aux pays débiteurs les débouchés accrus dont ils ont besoin » et contribuer à une reprise économique mondiale permettant de stopper la baisse du prix du pétrole et des autres matières premières.

### Les deux vagues de dépression, ou "double plongeon"
Les économistes ont souligné que la crise n'a pas démarré en juillet 1981, simple date la "deuxième phase de baisse d’une crise qui en présente deux coupées par une légère reprise". La première phase de récession, commencée en octobre 1979, a duré neuf mois, jusqu’en juin 1980, avec pour elle seule une chute de 10,5 % de la production industrielle par rapport à son niveau de septembre 1979. Elle a été suivie d’une phase de hausse de la production, qui s'est elle étendue d’août 1980 à juillet 1981, avant d'être inversée par la "deuxième phase de baisse", qui a eu lieu alors que budget militaire américain "est passé de 171,6 milliards de dollars en 1980-1981 à 199,6 milliards en 1981-1982 et 232 milliards en 1982-1983, sa part dans le PIB passant de 5,2 % en 1980 à 5,5 % en 1981 et 5,6 % en 1982, ce qui fait que "de 1980 à 1982, le nombre des travailleurs de l’industrie d’armements a augmenté de 384000" même si sur la même période le nombre de chômeurs a augmenté de "plus de 4 millions".
La récession est  ainsi une récession longue, en deux temps, entrecoupés d'une période de faible reprise.
- La première récession a débuté en janvier 1980 et s'est finie six mois plus tard avec le retour de la croissance. Bien que la reprise économique eût été au rendez-vous, le taux de chômage est resté inchangé jusqu'au début d'une deuxième récession en juillet 1981.
- La deuxième période de ralentissement économique, plus marquée, a débuté en juillet 1981 et a pris fin seize mois plus tard en novembre 1982.

En raison de leur proximité et de leurs effets combinés, ces deux récessions sont communément appelées « récession du début des années 1980 », exemple-type de récession en forme de W, aussi appelée récession double dip (double plongeon en français).
Le chômage atteint 9 % de la population active début 1982, suscitant l'espoir d'une politique monétaire assouplie d'autant que les prix de gros n'ont augmenté que de 1 % en 1981, contre 12 % en 1980 et 13 % en 1979. Le 10 décembre 1981, les prévisionnistes estiment que le PIB américain pourrait fléchir de 0,5 % en 1982 mais sans tenir compte encore du ralentissement accentué de l'activité économique américaine en novembre, tout juste révélé par le baromètre des directeurs d'achat mais un mois après on apprend qu'il a plongé de 5,2 % en rythme annuel au cours du dernier trimestre de 1981, dans le sillage d'une « récession intervenue à la fin de l'été »  après une chute de 0,9 % lors du deuxième trimestre de 1980, année qui avait vu au total un recul de 0,2 % suivie par une croissance de 1,9 % en 1981 grâce à la forte reprise observée de janvier à mars.
La politique budgétaire est déjà devenue expansionniste avec déficit estimé de 100 milliards de dollars sur l'exercice 1981-1982 au lieu des 40 prévus et qui pourrait atteindre 150 milliards pour l'exercice 1982-1983 qui commence le 1er octobre.

### La forte révision en baisse: une chute de 3% en deux ans
La chute du PIB américain de l'année 1982 est d'abord estimée au début de l'année suivante à 1,8 %, soit « la plus forte depuis 1936 » mais les chiffres révisés publiés le 23 juillet 1983 montrent que la récession a été en réalité encore beaucoup plus profonde qu'on ne l'estimait, car « entre le début de 1981 et la fin de 1982, la baisse de la production américaine a été de 3 % et non de 2,2 % », comme indiqué par les estimations précédentes selon lesquelles le PIB de 1982 était revenu au même niveau que celui de 1979.
La récession de la période 1981-1982 a été « largement considérée comme la pire aux États-Unis depuis la Grande Dépression des années 1930 », tandis que le taux de chômage a dépassé 10 %, avec 10,8 % en novembre 1982, au plus haut depuis la grande crise des années 1930 et qui dépasse 11 % au début de 1983, malgré la fin de la récession.
George Stigler, économiste conservateur de l’université de Chicago et nouveau prix Nobel d’économie, fut invité à la Maison Blanche, où il expliqua cependant que l'économie de l’offre se révélait « loin d’être aussi efficace qu’on le prétendait pour promouvoir la prospérité ».

### Augmentation du nombre de personnes vivant sous le seuil de pauvreté
Ronald Reagan affirme dans son discours d’investiture du 20 janvier 1981, que l’État n’est pas la solution mais le problème, puis devant le Congrès le 18 février 1981 présente des réformes libérales pour lutter contre le chômage qui touche alors 8 millions de personnes: baisse des dépenses sociales, aide alimentaire, assurance maladie pour les pauvres et logement social. Au total, 15,2 % des Américains vivent sous le seuil de pauvreté en 1983 contre 11,4 % en 1978
La durée et la profondeur de la récession font que l'"indice de la misère" atteint des niveaux qui ne seront ensuite plus vus avant trois décennies.

### La récession chez le partenaire commercial allemand
En Allemagne fédérale, la consommation recule au cours de l'année 1982 et contribue fortement à la diminution de 1,2 % du PIB du PIB, ce qui a pour conséquence "un fort accroissement du chômage", dont le taux progresse de deux points, tout comme aux États-Unis. Seul le Japon y échappe, mais sa croissance se réduit très fortement, à seulement 2,5 % en raison d'une baisse des exportations, malgré une "progression sensible de la consommation des ménages", alors qu'en Allemagne c'est à une réduction du revenu réel qu'on assiste: 3 % sur les deux années 1981 et 1982, presque aussi forte que les moins 4 % au Royaume-Uni et en Belgique, la France faisant exception en Europe avec un revenu réel des ménages qui a crû de 2,2 %.

### Le très fort rebond du printemps 1983
Après une "baisse sensible des stocks en 1982" se produit une embellie du début de l'année suivante quand apparait la combinaison de l’augmentation des commandes industrielles en décembre, de la production en janvier, avec rebond de la construction de logements et d’achat d’automobiles, salués par une hausse des actions à Wall Street, sans que les économistes se prononcent encore sur la pérennité de ce rebond. Ensuite, le rebond du printemps 1983 est encore plus violent que n'avait été la chute de l'année précédente. Il est favorisé par la baisse des taux d'intérêt, les dépenses militaires et la réforme fiscale américaine de 1981.
L'économie américaine a connu par la suite une période d'expansion jusqu'en 1990, couvrant ainsi tout le second mandat du président américain Ronald Reagan alors que le premier avait été la moitié du temps pénalisé par la récession.
La croissance de l'année 1983 aux États-Unis a accéléré en particulier printemps, profitant de la reprise qui s'était ébauchée en RFA à la fin de 1982 et d'un gros appel des États-Unis aux capitaux étrangers, via la suppression de la taxe de 30 % sur les intérêts versés aux investisseurs étrangers, et l'anonymat accordé aux émissions de bons du Trésor pour les non-résidents, ce qui fait que les excédents du second choc pétrolier ont donné lieu à de forts achats de titres américains. 
Pour adoucir la crise, le Congrès américain avait approuvé en janvier 1983 un budget militaire record de 232 milliards de dollars, qui ne produit son effet que plusieurs mois plus tard, mais plus tôt que prévu car les dépenses militaires sont accélérées au deuxième trimestre 1983, générant un gros surplus d'exportations de la République fédérale d'Allemagne.
Le Monde estime fin mai 1983 qu'on est presque revenu au temps où les conseillers du président Richard Nixon et ce dernier lui-même « se déclaraient keynésiens », car « en procédant simultanément à des allégements d'impôts et à une formidable augmentation des dépenses militaires », Ronald Reagan, qui avait pourtant « promis le rétablissement de l'équilibre budgétaire pour 1984 », a « laissé se développer un déficit que visiblement il a cessé de maîtriser comme l'atteste l'incapacité notoire des experts de l'administration à en prévoir le montant, fût-ce très approximativement ».
La croissance a continué l'année suivante quasiment au même rythme, mais en diminuant en cours d'année, avec un rythme annuel de 3,6 % au troisième trimestre 1984 contre 7,5 % au second.
Le produit national brut des États-Unis avait au contraire progressé de 9,7 % en rythme annuel au deuxième trimestre 1983 de 1983 puis 7,9 % au troisième, après 2,6 % au premier, soit un quadruplement du rythme entre le premier et le deuxième, ce qui assure la réélection dans un fauteuil de Ronald Reagan lors de l'élection de novembre 1984 car plus de six millions d'emplois ont finalement été créés entre 1981 et 1983 et le taux de chômage est revenu en fin de mandat de 11 % à 7 % de la population active.

## Causes de la récession
Parmi les causes de la récession, la politique monétaire très restrictive menée par la Réserve fédérale afin de lutter contre les hauts niveaux d'inflation dus, notamment, au deuxième choc pétrolier. Le Royaume-Uni l'avait précédée de quelques mois dans cette voie.
Cette politique monétaire très stricte de la part de la Réserve fédérale était fondée sur les conclusions de l'école monétariste: à partir d'octobre 1979 les autorités monétaires américaines décident d'« abandonner le contrôle des taux d'intérêt pour se fixer désormais des objectifs concernant la masse monétaire ».
L'industrie et le bâtiment n'ont pas réussi à récupérer de la première récession, avec des pénuries qui génèrent  en 1981 un résidus d'inflation, obligeant à un délai dans l'assouplissement de politique monétaire adoptée par la Réserve fédérale, ce qui causa une seconde récession.

## Conséquences de la récession
Cette période de récession a marqué un changement dans les politiques économiques américaines d'une gestion de l'économie traditionnellement keynésienne vers une gestion néolibérale, en particulier aux États-Unis, mais ce pays a cependant pratiqué au cours des années 1980 une politique de déficit budgétaire très important.
Au cours de la décennie précédente, les politiques monétaires, dès la fin de 1974 et en 1975, avaient été mobilisées « pour apporter un soutien à la demande », devenant expansionnistes, « comme les politiques budgétaires », les États-Unis laissant leurs taux d'intérêt réels « devenir négatifs, ce qui autorisait les autres pays à pratiquer des politiques de relance ». L'échec à prévenir tantôt la récession tantôt la hausse des prix avait alors relancé « la polémique entre monétaristes et keynésiens », mettant « lau centre du débat la fonction instrumentale que peut remplir le stock de monnaie et son contrôle ».